# 藤島敏男

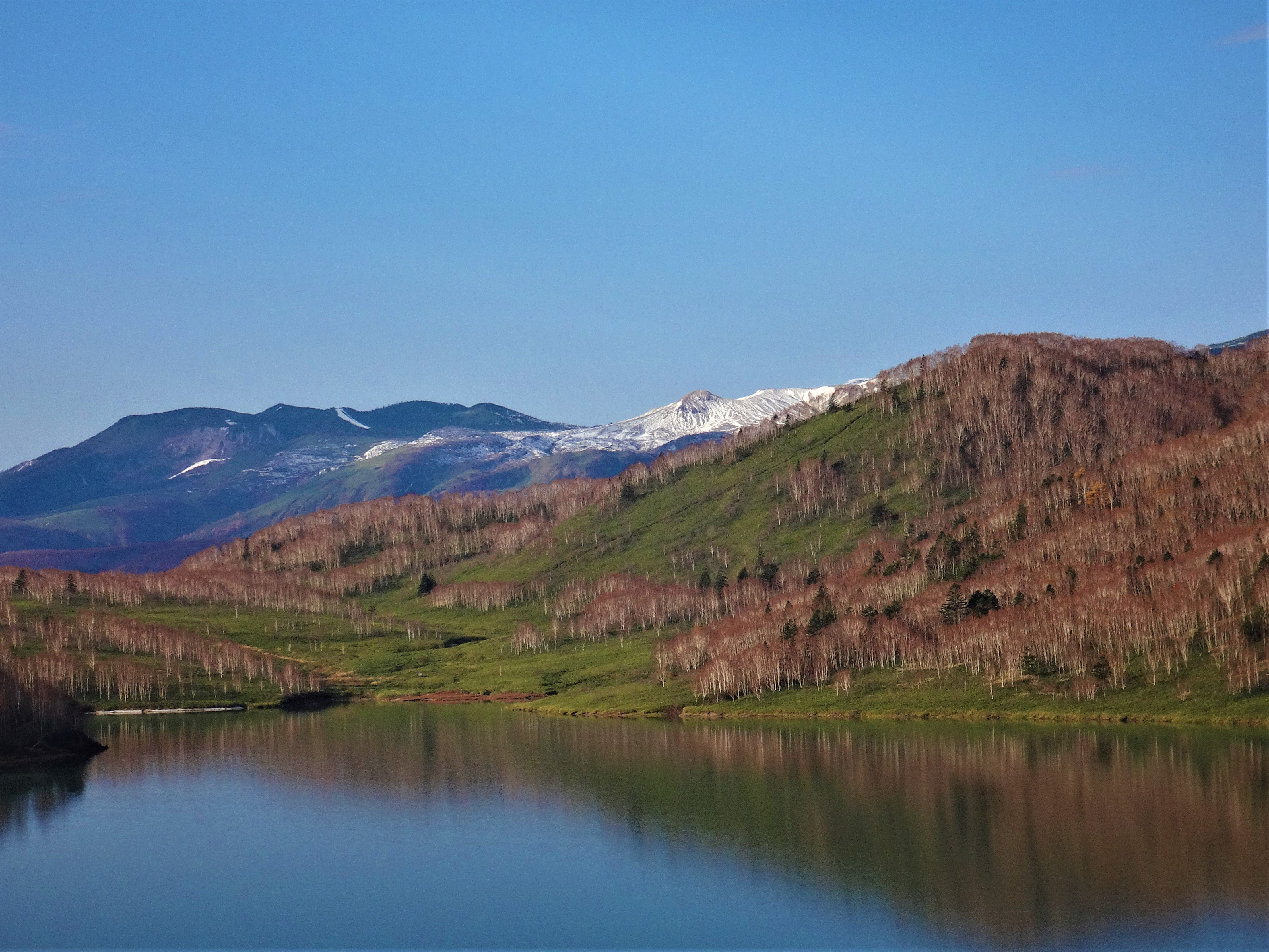
『山に忘れたパイプ』の書名は野反湖が舞台

藤島 敏男（ふじしま としお、1896年〈明治29年〉7月12日 - 1976年〈昭和51年〉9月9日）は、日本の登山家、銀行家。鉄道会館監査役。日本銀行監事。作家の藤島泰輔は実子。ジャニーズ事務所代表取締役の藤島ジュリー景子は孫。

## 来歴
神奈川県横浜市に生まれる。三重県人・藤島範平の長男。小学生の時に、三重県菰野町の御在所岳山麓にある祖父母の許に寄寓。
第一高等学校在学中に旅行部に所属して登山に親しむ。1915年（大正4年）、旅行部の依頼で講演を行った木暮理太郎の話に感銘を受けて、本格的な登山を始め、岩登りやスキー登山など様々な形の登山を行うようになる。1919年（大正8年）日本山岳会に入会。日本山岳会早期の会員で、開拓的山行を重ねた。当時、指導者であった木暮理太郎とは1919年（大正8年）皇海山へ、1920年（大正9年）利根川源流大水上山・平ヶ岳・至仏山・湯ノ小屋に同行している。この年、利根水源の登山の直前には、登山者としては初の仙ノ倉山と茂倉岳・谷川岳縦走をこなしている（記録に残る最古の谷川岳登頂）。その他にも数多くの山行を活発におこなった。
1921年（大正10年）東京帝国大学法学部政治科を卒業し、日本銀行に入行。熊本、京都各支店長、文書局局長、監事を歴任した。
川原五郎の長女と結婚、1933年（昭和8年）に長男の泰輔が誕生。

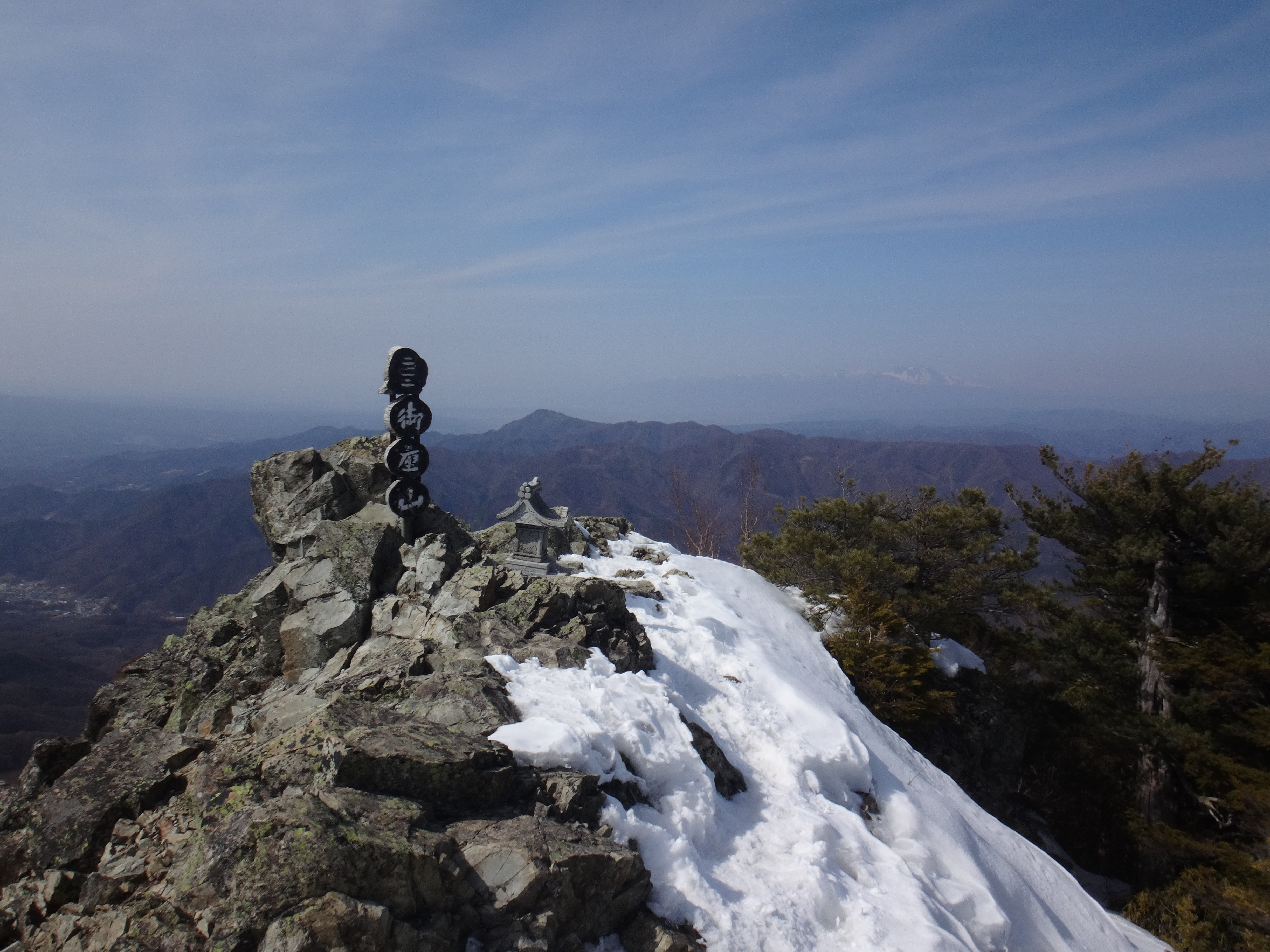
1959年深田久弥、望月達夫と一緒に登った御座山

1935年（昭和10年）から3年間は日本銀行パリ駐在時にマッターホルンなどのスイス・フランスのアルプスの山々に登った。
第二次世界大戦後は、混雑する山を嫌い、避衆登山と称して人気のない山を訪ね歩いた。晩年、深田久弥とはウマが合ったようで山行を共にすることが多かった。その深田が1971年（昭和46年）茅ヶ岳において、脳卒中で急逝した際も同行していた。その際に藤島は「僕達は眠った深田君の傍で、刻々色調の変ってゆく富士を眺めながら、黙然として、暗然として、悄然として佇んでいた。」と回想している。　
晩年、日本山岳会名誉会員となる。深田久弥、小林義正、望月達夫らの勧めもあり、1970年（昭和45年）には50余年の文章を集めた『山に忘れたパイプ』（茗溪堂）を出版。これが唯一の著書となった。

## 人物
趣味は登山、スキー。三重県阿山郡柘植町在籍で、住所は東京都港区麻布北日ヶ窪、新宿区諏訪町。

## 家族・親族
藤島家
- 父・範平[14]（1871年 - ?、旧姓・山内、三重県士族・山内俊徳の二男で、藤島萬治郎の養子[5][14]、横浜船渠社長、帝国海事協会理事長[4][5]、工学博士[4][5]） - 住所は東京小石川区駕籠町[4]、神奈川県横浜市中区長住町[14]。
- 先妻・孝子（1909年 - ?、東京、川原五郎の長女）[4][5]
- 後妻・紀子（1911年 - ?、東京、関場保の妹）[3]
- 男・泰輔[4][5]（1933年 - 1997年、作家） - 住所は東京都港区六本木。
  - 同先妻・朋子（俳人高浜虚子の孫で俳人高浜年尾の三女）
  - 同後妻・メリー泰子（メリー喜多川、ジャニーズ事務所名誉会長、1926年 - 2021年）

親戚
- 先妻孝子の父・川原五郎（三菱造船参事、横浜高等工業学校教授、日本鋼管顧問）
- 妹・千代の夫山口利彦（実業家山口武彦の二男）[15]